# Голубев, Виталий Николаевич
Виталий Николаевич Голубев (19 декабря 1926, Костяново, Ярославская губерния — 6 марта 2016, Ялта) — украинский советский ботаник, доктор биологических наук, профессор, заслуженный деятель науки и техники Украины, поэт и прозаик, член Союза писателей Крыма, коллекционер и меценат, с 2013 года Почётный гражданин Ялты.

## Биография
Виталий Николаевич Голубев родился 19 декабря 1926 года в деревне Костяново (ныне — в Угличском районе Ярославской области).
С 1943 по 1950 г. служил в Советской Армии, участвовал в боевых действиях Великой Отечественной войны 1941—1945 гг. Окончил заочно Московский областной пединститут в 1951 г. и аспирантуру при нём в 1954 г. В 1956 году защитил диссертацию на соискание учёной степени кандидата биологических наук на тему «Растения Московской природной флоры с запасающими органами побегового происхождения» Научными руководителем был Михаил Васильевич Культиасов.
Степень доктора биологических наук была присвоена в 1966 году по монографиям «Основы биоморфологии травянистых растений центральной лесостепи» (1962) и «Эколого-биологические особенности травянистых растений и растительных сообществ лесостепи» (1965).
Работал в Смоленском (1954—1956 гг.), Омском (1956—1957 гг.) пединститутах, в Главном ботаническом саду АН СССР в Москве (1958—1959 гг.), в Центрально-Чернозёмном госзаповеднике под Курском (1959—1962 гг.), в Восточно-Сибирском биологическом институте СО АН СССР в Иркутске (1962—1964 гг.), в Никитском ботаническом саду в Ялте (1964—1999 гг.).

## Научная деятельность
В научной деятельности Голубева В. Н. важное место занимают исследования жизненных форм растений, их онто- и филоморфогенез, проблемы классификации, значение в эколого-биологической структуре растительных сообществ. Большой интерес представляют работы, раскрывающие и обосновывающие самобытность растительности и флоры Евроазиатской лесостепной природной зоны, закономерности взаимоотношений леса и степи. В этом направлении им детально изучены травяные и лесные сообщества крымских яйл, определено отвечное безлесие высоких яйл и вопросы охраны растительного мира горного Крыма, оптимизации его климатообразующей, водоохранной, противоэрозионной роли. Исследована динамика продуктивности травянистых ценозов яйл, разработан новый метод определения чистой первичной продукции их в рамках Международной биологической программы (1965—1968 гг.).
Большое внимание отдано флористическим исследованиям во многих районах страны. Как научный исследователь растительности Голубев В.Н совершил ботанические экспедиции в Западный Тянь-Шань (1951), Таласский и Заилийский Алатау (1958), на Гиссарский хребет (1968), на Кавказ (1977), на Алтай (1977), в Молдавию (1978), на Камчатку (1985).
Для Крыма создана уникальная «Биологическая флора», обнимающая 2775 видов цветковых растений (2008 г.). Постоянное внимание уделялось изучению ритмов сезонного развития антофитов в составе определенных фитоценозов. Разработана оригинальная методика изучения редких, исчезающих и особо ценных видов и растительных сообществ Крыма (1977).

## Литературная и искусствоведческая деятельность
Автор 388 научных работ, 60 работ по искусствознанию и 38 литературно-художественных произведений, в том числе 15 книг. 
К 150-летию города Ялты в 1987 году им передана в дар коллекция в количестве 204 произведений живописи и графики известных российских и украинских художников XX века, а к 175-летия Ялты — 546 живописных и графических работ художников России и Украины XX века, постоянно хранящихся и экспонирующихся в Алупкинском дворцово-парковом музее-заповеднике (Крым).

## Основные научные труды В. Н. Голубева
- О морфогенезе и эволюции жизненных форм травянистых растений лесо-луговой зоны.//Бюл. МОИП. Отд. биол. — 1957. — Т. 62, вып. 6. — С. 35-57.
- К вопросу о классификации жизненных форм.//Труды Центр.-Чернозёмн. госзаповедника. — 1960. — Вып. 6. — С. 117—156.
- Основы биоморфологии травянистых растений Центральной лесостепи. Часть I. Биоморфология подземных органов.//Труды Центр.-Чернозёмн. госзаповедника. — Вып. 7. -Воронеж: изд-во Воронежского ун-та, 1962. — 511 с.
- К методике определения абсолютной продуктивности надземной части травяного покрова луговой степи.//Ботан. журн. — 1963. — Т. 48, № 9. — С. 1338—1345.
- Эколого-биологические особенности травянистых растений и растительных сообществ лесостепи. — М.: «Наука», 1965. — 287 с.
- К методике определения чистой первичной продукции надземной части растительности травяных сообществ./Соавт. Л. В. Махаева//Ботан. журн. — 1970. — Т. 55, № 8. — С. 1138—1142.
- Принцип построения и содержание линейной системы жизненных форм покрытосеменных растений.//Бюл. МОИП. Отд. биол. — 1972. — Т. 77, вып. 6. — С. 72-80.
- К проблеме эволюции жизненных форм растений.//Ботан. журн. — 1973. — Т. 57, № 1. — С. 3-10.
- Некоторые особенности филоморфогенеза основных биоморф антофитов.//Биол. науки. — 1975. — № 4. — С. 56-63.
- Об аналитико-синтетическом моделировании жизненных форм антофитов.//Успехи современ. биологии. — 1977 — Т. 84, вып. 2(5). — С. 281—293.
- Эколого-биологические особенности растений и растительных сообществ крымской яйлы.//Труды ГНБС. — 1978. — Т. 74. — С. 5-70.
- Проблемы эволюции жизненных форм и филогения растений.//Проблемы эволюционной морфологии и биохимии в систематике и филогении растений. — Киев: «Наукова думка», 1981. — С. 3-29.
- Актуальные проблемы экологии опыления антофитов./Соавт. Ю. С. Волокитин//Успехи современ. биологии. — 1985. — Т. 99, вып. 2. — С. 292—302.
- К изучению эколого-биологической структуры растительности Крыма.//Сб. научн. трудов ГНБС. — 1987. — Т.101 «Оптимизация окружающей среды и интенсификация растениеводства». — С. 23-36.
- Состояние растительности крымской яйлы и вопросы её охраны.//Бюл. МОИП. Отд. биол. — 1989. — Т. 94, вып. 4. — С. 84-89.
- Биологическая флора Крыма./Издание 2-е.//Ялта: изд-во «ЧП Цветков С. Л.», 2008. — 126 с.

## Награды
- Орден Отечественной войны II степени (6.4.1985)[2].
- Заслуженный деятель науки и техники Украины.
- Знак отличия Автономной Республики Крым «За верность долгу» (2013)[3].

## Память
Каменный хаос Голубева на горе Кастель в Алуштинском горнолесном амфитеатре, около 250 м в.у.м. Каменный хаос образован магматическими породами габбро-диабаза, в нишах и расселинах которого среди разреженного земляничниково-можжевелово-дубового субсредиземноморского леса сохранился реликтовый папоротник анограмма тонколистная (Красная книга Украины), описанный здесь профессором Виталием Николаевичем Голубевым. Название дано в 80-е годы XX века в честь В. Н. Голубева в связи с 60-летием со дня его рождения. Каменный хаос находится с 1979 года на территории заказника «Кастель».